# Józef Mamak
Józef Mamak (ur. 21 stycznia 1868 w Sowlinach, zm. 12 maja 1954) – działacz polskiego ruchu ludowego.

## Życiorys
Po odbyciu służby wojskowej w armii austriackiej (1889–1892) osiadł w rodzinnym gospodarstwie rolnym. W latach 1910–1930 był wójtem gminy w Sowlinach, zainicjował budowę miejscowej szkoły. W okresie 1914–1916 członek Rady Naczelnej Polskiego Stronnictwa Ludowego Lewica. W okresie późniejszym wieloletni prezes Zarządu Powiatowego PSL „Piast” w Limanowej, a w latach 1930–1931 członek Rady Naczelnej PSL „Piast”. Po połączeniu stronnictw chłopskich prezes Zarządu Powiatowego Stronnictwa Ludowego w Limanowej (1931–1939). Równocześnie (w latach 1933–1935 i 1938–1939) członek RN SL. Za pracę polityczną wielokrotnie aresztowany i nękany przez policję karami administracyjnymi. Jako prezes ZP SL w 10 sierpnia 1937 wydał odezwę do zarządów kół w powiecie limanowskim, wzywającą chłopów do masowego udziału w strajku rolniczym (15–25 sierpnia 1937), następnie zaś osobiście kierował akcją strajkową. Podczas okupacji hitlerowskiej ze względu na stan zdrowia nie uczestniczył w organizowaniu ruchu oporu w powiecie, był jednak członkiem SL „Roch”. W lutym 1940 aresztowany z rodziną przez gestapo, dzięki staraniom jedynej pozostałej na wolności córki, Jadwigi, został po trzech tygodniach zwolniony. Po wyzwoleniu, ze względu na wiek, zrezygnował z wejścia do władz SL, pozostając w szeregach stronnictwa.